# Phaseolus supinus
Phaseolus supinus là một loài thực vật có hoa trong họ Đậu. Loài này được Wiggins & Rollins miêu tả khoa học đầu tiên.